# Himalia (satelit)
Himalia (/hi'ma.li.a), sau Jupiter VI, este cel mai mare satelit neregulat al lui Jupiter, cu un diametru de cel puțin 140 kilometri (87 mi) .  Este al șaselea cel mai mare satelit jovian, după cei patru sateliți galileeni și Amalthea . A fost descoperit de Charles Dillon Perrine la Observatorul Lick pe 3 decembrie 1904 și poartă numele nimfei Himalia, care a născut trei fii ai lui Zeus (echivalentul grecesc al lui Jupiter).  Este una dintre cei mai mari sateliți planetari din Sistemul Solar, care nu a fost fotografiat în detaliu, și a treia ca mărime, care nu a fost fotografiată în detaliu până la orbita lui Neptun . 

## Descoperire
Himalia a fost descoperită de Charles Dillon Perrine la Observatorul Lick pe 3 decembrie 1904 în fotografiile făcute cu telescopul reflector Crossley de 36 de inci pe care îl reconstruise recent.  Himalia este cel mai ușor observabil satelit mic al lui Jupiter; deși Amalthea este mai strălucitoare, apropierea sa de discul strălucitor al planetei o face un obiect mult mai dificil de văzut.  

### Nume
Himalia poartă numele nimfei Himalia, care a născut trei fii ai lui Zeus (echivalentul grecesc al lui Jupiter). Satelitul nu și-a primit numele actual decât în 1975;  înainte, era pur și simplu cunoscut sub numele de Jupiter VI sau Jupiter Satellite VI, deși apelurile pentru un nume complet au apărut la scurt timp după descoperirea lui și a lui Elara ; ACD Crommelin a scris în 1905:
| “ | Din păcate, numerotarea sateliților lui Jupiter se află acum exact în aceeași confuzie ca și cea a sistemului lui Saturn înainte ca numerele să fie abandonate și numele înlocuite. Un curs similar ar părea să fie recomandabil aici; denumirea V pentru satelitul interior [Amalthea] a fost tolerată pentru un timp, deoarece a fost considerat a fi într-o clasă în sine; dar acum are însoțitori, astfel încât acest subterfugiu dispare. Înlocuirea numelor cu numere este cu siguranță mai poetică. | ” |

Satelitul a fost numit uneori Hestia, după zeița greacă, din 1955 până în 1975. 

## Orbită

Animație a orbitei lui Himalia.
Jupiter·
Himalia·
Callisto

La o distanță de aproximativ 11.400.000 kilometri (7.100.000 mi) de la Jupiter, lui Himalia îi ia aproximativ 250 de zile pământești pentru a finaliza o orbită în jurul lui Jupiter.  Este cel mai mare membru al grupului Himalia, care este un grup de sateliți mici care orbitează în jurul lui Jupiter la o distanță de la 11.400.000 kilometri (7.100.000 mi) până la 13.000.000 kilometri (8.100.000 mi), cu orbite înclinate la un unghi de 27,5 grade față de ecuatorul lui Jupiter.  Orbitele lor se schimbă continuu din cauza perturbațiilor solare și planetare. 

## Caracteristici fizice

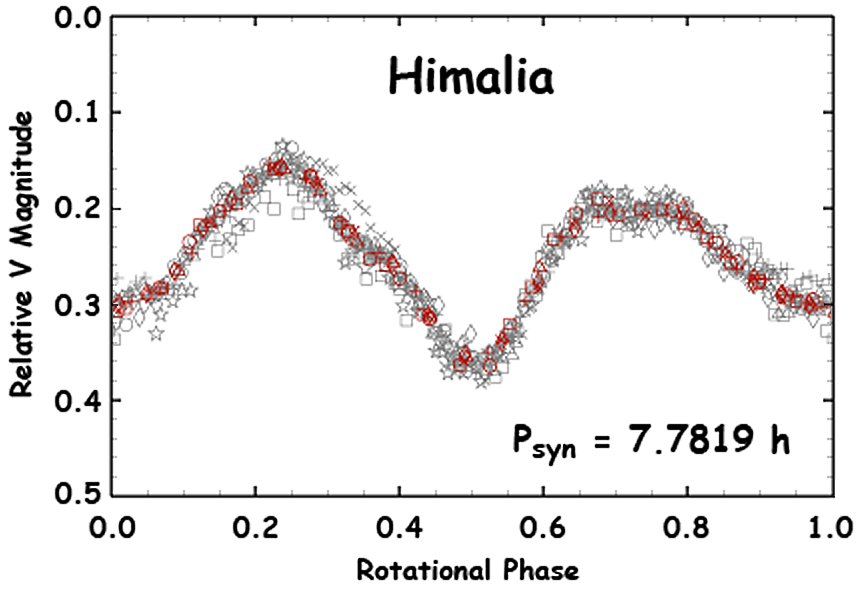
Curba de lumină de rotație a Himaliei din observațiile de pe Pământ efectuate între august și octombrie 2010.

Himalia observată de nava spațială Wide-field Infrared Survey Explorer (WISE) în 2014

Perioada de rotație a lui Himalia este 7h 46m 55±2 s.  Himalia pare neutră în culoare (gri), ca și ceilalți membri ai grupului său, cu indici de culoare B−V=0,62, V−R=0,4, similar cu un asteroid de tip C.  Măsurătorile efectuate de Cassini confirmă un spectru lipsit de caracteristici, cu o ușoară absorbție la 3 μm, ceea ce ar putea indica prezența apei.  Deși Himalia este al șaselea satelit ca mărime a lui Jupiter, este a cincea cea mai masivă lună. Amalthea este cu doar câțiva km mai mare, dar mai puțin masivă. Imaginile rezolvate cu Himalia de către Cassini au condus la o dimensiune estimată de 150 by 120 kilometri (93 × 75 mi), în timp ce estimările de la sol sugerează că Himalia este mare, cu un diametru în jur 170 kilometri (110 mi) .   În mai 2018, Himalia a ocultat o stea, permițând măsurători precise ale dimensiunii acesteia.  Ocultarea a fost observată din statul american Georgia .  De la ocultație, Himalia a primit o dimensiune estimată de 205.6 km × 141.3 km, în acord cu estimările anterioare de la sol. 

### Masă
În 2005, Emelyanov a estimat că Himalia are o masă de 4.2±0.6×1018 ( GM =0,28±0,04), bazat pe o perturbare a lui Elară pe 15 iulie 1949.  Site-ul web al lui JPL pentru dinamica sistemului solar presupune că Himalia are o masă de 2.3 ×1018(GM=0,15) cu o rază de 85 km . 
Densitatea lui Himalia va depinde dacă are o rază medie de aproximativ 67 ( media geometrică de la Cassini )  sau o rază mai apropiată de 85 . 

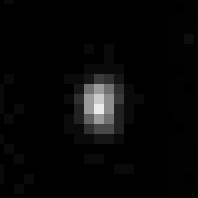
Imagine Cassini a Himaliei, făcută în decembrie 2000 de la o distanță de 4,4 milioane de kilometri

| Sursă     | Rază km | Densitateg / cm 3    | Masa kg   |
| --------- | ------- | -------------------- | --------- |
| Emelyanov | 67      | 3.33                 | 4,2 ×1018 |
| Emelyanov | 85      | 1,63 [lower-alpha 1] | 4,2 ×1018 |
| SSD JPL   | 85      | 0,88                 | 2,3 ×1018 |

## Explorare

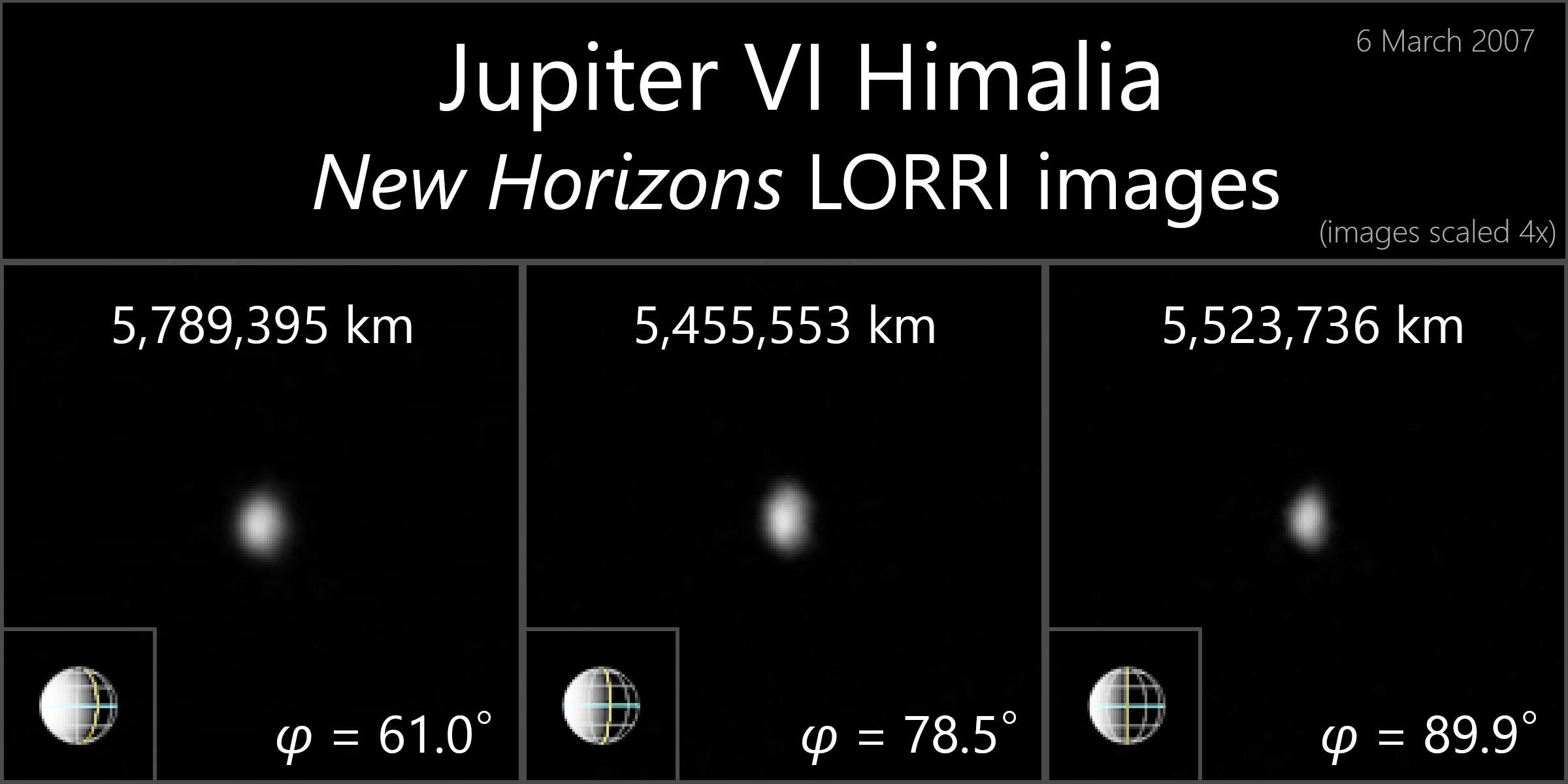
Fazele Himaliei fotografiate de instrumentul LORRI de la bordul New Horizons

În noiembrie 2000, nava spațială Cassini, în drum spre Saturn, a realizat o serie de imagini cu Himalia, inclusiv fotografii de la o distanță de 4,4 milioane de km. Himalia acoperă doar câțiva pixeli, dar pare a fi un obiect alungit cu axe de 150±20 și 120±20, aproape de estimările de la sol. 
În februarie și martie 2007, sonda spațială New Horizons în drum spre Pluto a realizat o serie de imagini cu Himalia, culminând cu fotografii de la o distanță de 8 milioane de km. Din nou, Himalia apare ca doar câțiva pixeli. 

## Inelul Himalia

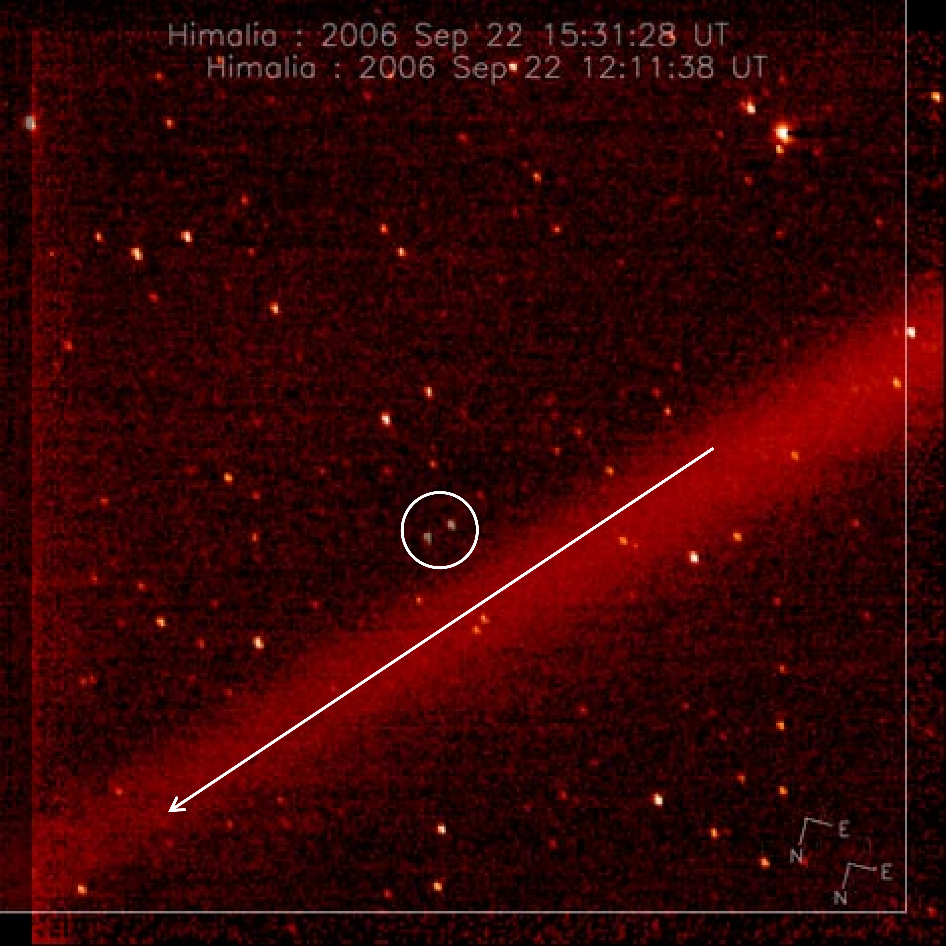
Mozaic din șase imagini New Horizons ale posibilului inel Himalia. Dubla expunere a Himaliei este încercuită. Săgeata indică spre Jupiter.

În septembrie 2006, când misiunea New Horizons a lui NASA căte Pluto se apropia de Jupiter pentru o asistență gravitațională, a fotografiat ceea ce părea a fi un nou inel planetar slab paralel cu și ușor în interiorul orbitei Himaliei. Deoarece satelitul mic (4 km) Dia, care avea o orbită similară cu Himalia, dispăruse de la descoperirea sa în 2000, au existat anumite speculații că inelul ar putea fi resturi de la un impact al lui Dia cu Himalia, sugerând că Jupiter a continuat să câștige și să piardă sateliți mici prin ciocniri.  Cu toate acestea, un impact al unui obiect de dimensiunea lui Dia ar produce mult mai mult material decât cantitatea calculată de material aruncat necesară pentru a forma inelul, deși este posibil ca un satelit mai mic, necunoscut, să fi fost implicat în schimb.  Recuperarea lui Dia în 2010 și 2011 a infirmat orice legătură între Dia și inelul Himalia.  